# Аканэ, Кадзуки
Кадзуки Аканэ (яп. 赤根和樹 Аканэ Кадзуки, 24 марта 1962) — японский режиссёр аниме, один из первых аниматоров, начавших сочетать традиционную и компьютерную анимацию.
Родился в Осаке. Начал как художник по персонажам в Mama wa Shougaku Yonensei и Gundam 0083. До начала 2000-х годов состоял на работе в студии Sunrise, где вместе с Сёдзи Кавамори создал своё наиболее известное аниме The Vision of Escaflowne. Затем перешёл в компанию Satelight, а впоследствии занялся фрилансом.

## Список работ
- Bio Armor Ryger (1989—1990) — режиссёр неск. серий
- Future GPX Cyber Formula (1991) — сценарист
- Mobile Suit Gundam F91 (1991) — ассистент режиссёра
- Mobile Suit Gundam 0083: Stardust Memory (1991—1992)
- The Vision of Escaflowne (1996)
- Turn A Gundam (1999—2000) — сценарист
- Escaflowne: A Girl in Gaea (2000)
- Geneshaft (2001)[3]
- Heat Guy J (2002—2003)[3]
- Samurai Champloo (2004—2005) — сценарист
- Noein (2005)[3]
- Birdy the Mighty Decode (2008)
- Code Geass: Akito the Exiled (2012)